# 亞蒂泰 (巴拉圭)
26°40′30″S 55°5′8″W / 26.67500°S 55.08556°W
亞蒂泰（西班牙語：Yatytay），是巴拉圭的城鎮，位於該國東南部，由伊塔普阿省負責管轄，面積225平方公里，海拔高度202米，2002年人口11,415，人口密度每平方公里50.73人。